# Esgrima Criolla
Esgrima Criolla ist ein Stil des Messerfechtens, der traditionell von den Gauchos verwendet wird, begleitet von Poncho, Rebenque (einer Peitsche) und anderen Alltagsgegenständen des Gauchos, die als Waffe benutzt werden.
Als freundlicher Stil des Kreolischen Messerfechtens existiert das das Vistear oder Visteo, dessen Sinn darin besteht, einen Streit beizulegen. Anstatt ein scharfes Messer zu verwenden, wird ein verrußter Stock verwendet, um eine Linie übers Gegnerische Gesicht zu ziehen, derjenige, dem das gelungen ist, hat gewonnen, und der Streit ist beigelegt.
Als weitere Variante gibt es den nicht-tödlichen Kampf, bei dem nur das Gesicht so stark zerschnitten wird, bis einer der Kämpfer nicht mehr kämpfen kann, etwa, weil ihm Blut über die Augen läuft. Der unterlegene Mann wies dann für immer eine Narbe auf.
Das Kreolische Fechten wird auch von einem Pferd aus ausgeübt und ist kein reiner "Bodenkampf". Das Messer des Egrima Criolla ist das Facon.

## Kulturelle Bedeutung des Messerfechtstils
Das kreolische Fechten inspirierte Schriftsteller und Payadores (südamerikanische Liedermacher der traditionellen Volksmusik) wie Érico Verissimo und Jaime Caetano Braun als ultimatives Symbol für Widerstand, Ehre und Stolz.